# 鸡鸣山 (张家口)
40°28′06.71″N 115°17′50.39″E / 40.4685306°N 115.2973306°E

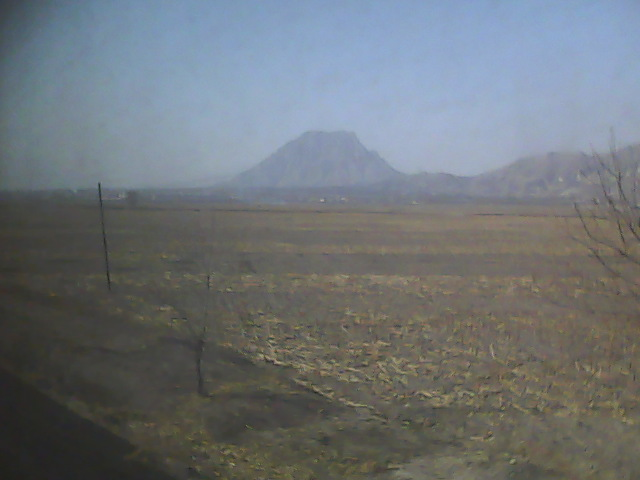
在京包铁路列车上拍摄的鸡鸣山远景。

张家口鸡鸣山，位于张家口市下花园区以东2公里处，京包铁路、110国道从其脚下经过，占地17.5平方公里，海拔1128.9米，是塞外著名的孤山，有飞来峰的美称。自古以来是文化名山，原有庙宇112间，最早的庙宇始建于公元前231年，后全部毁于文革期间。目前山上已恢复建设多处旅游景点，并逐渐成为北京西部热门的旅游景点。